# Wasilew Skrzeszewski
Wasilew Skrzeszewski [vaˈɕilɛf skʂɛˈʂɛfski] est un village polonais de la gmina de Repki dans le powiat de Sokołów et dans la voïvodie de Mazovie, au centre-est de la Pologne.
Il est situé à environ 19 kilomètres à l'est de Sokołów Podlaski et à 106 kilomètres à l'est de Varsovie.